# The Electric Joe Satriani: An Anthology
"The Electric Joe Satriani: An Anthology" es un doble álbum recopilatorio del guitarrista estadounidense Joe Satriani. Contiene una selección de las mejores canciones eléctricas de Satriani.

## Lista de temas
- Todas las canciones fueron escritas por Joe Satriani.

### Disco uno
1. "Surfing with the Alien" – 4:25
2. "Satch Boogie" – 3:14
3. "Always with Me, Always with You" – 3:23
4. "Crushing Day" – 5:15
5. "Flying in a Blue Dream" – 5:24
6. "The Mystical Potato Head Groove Thing" – 5:11
7. "I Believe" – 5:52
8. "Big Bad Moon" – 5:16
9. "Friends" – 3:30
10. "The Extremist" – 3:44
11. "Summer Song" – 4:59
12. "Why" – 4:46
13. "Time Machine" – 5:08
14. "Cool #9" – 6:01
15. "Down, Down, Down" – 6:10

### Disco dos
1. "The Crush of Love" – 4:21
2. "Ceremony" – 4:53
3. "Crystal Planet" – 4:36
4. "Raspberry Jam Delta-V" – 5:22
5. "Love Thing" – 3:51
6. "Borg Sex" – 5:28
7. "Until We Say Goodbye" – 4:33
8. "Devil's Slide" – 5:11
9. "Clouds Race Across the Sky" – 6:14
10. "Starry Night" – 3:55
11. "Mind Storm" – 4:12
12. "Slick" – 3:43
13. "The Eight Steps" – 5:46
14. "Not of This Earth" – 3:59
15. "Rubina" – 5:51

- Datos: Q1193993